# 1921 års evangeliebok
Den svenska evangelieboken är en evangeliebok, som antogs av Svenska kyrkan och bygger på 1917 års kyrkobibel. I evangelieboken har varje söndag, helgdag och text fått en överskrift eller rubrik.